# Episodi di Una famiglia del terzo tipo (prima stagione)
La prima stagione della serie televisiva Una famiglia del terzo tipo è stata trasmessa negli Stati Uniti dal 9 gennaio al 21 maggio 1996. 
In Italia è andata in onda dal 22 marzo al 14 aprile 1999 su Italia 1.
| nº | Titolo originale                       | Titolo italiano                | Prima TV USA     | Prima TV Italia |
| -- | -------------------------------------- | ------------------------------ | ---------------- | --------------- |
| 1  | Brains and Eggs                        | Alieni terra terra             | 9 gennaio 1996   | 22 marzo 1999   |
| 2  | Post-Nasal Dick                        | Un bacio contagioso            | 16 gennaio 1996  | 26 marzo 1999   |
| 3  | Dick's First Birthday                  | Età senza tempo                | 23 gennaio 1996  |                 |
| 4  | Dick Is from Mars, Sally Is from Venus | Che fatica essere donna        | 30 gennaio 1996  | 24 marzo 1999   |
| 5  | Dick, Smoke                            | Vizi umani                     | 6 febbraio 1996  |                 |
| 6  | Green Eyed Dick                        | Il rivale                      | 13 febbraio 1996 |                 |
| 7  | Lonely Dick                            | Alieni e cosmetici             | 20 febbraio 1996 | 29 marzo 1999   |
| 8  | Body & Soul & Dick                     | Misteri della vita             | 27 febbraio 1996 | 30 marzo 1999   |
| 9  | Ab-dick-ted                            | Incontri molto ravvicinati     | 5 marzo 1996     | 31 marzo 1999   |
| 10 | Truth or Dick                          | Le bugie hanno le gambe aliene | 12 marzo 1996    | 23 marzo 1999   |
| 11 | The Art of Dick                        | A scuola d'arte                | 19 marzo 1996    | 2 aprile 1999   |
| 12 | Frozen Dick                            | Un freddo extra-terrestre      | 26 marzo 1996    | 3 aprile 1999   |
| 13 | Angry Dick                             | Vicini di casa                 | 2 aprile 1996    | 25 marzo 1999   |
| 14 | The Dicks They Are a Changin           | Scambio d'identità             | 9 aprile 1996    |                 |
| 15 | I Enjoy Being a Dick                   | Il travestimento               | 21 aprile 1996   | 7 aprile 1999   |
| 16 | Dick Like Me                           | Antropologia                   | 23 aprile 1996   |                 |
| 17 | Assault with a Deadly Dick             | Invito a cena con rapina       | 30 aprile 1996   | 10 aprile 1999  |
| 18 | Father Knows Dick                      | Crisi d'identità               | 7 maggio 1996    | 12 aprile 1999  |
| 19 | Selfish Dick                           | Tutti pazzi per l'ufficio      | 14 maggio 1996   | 13 aprile 1999  |
| 20 | See Dick Run                           | L'altro Dick                   | 21 maggio 1996   | 14 aprile 1999  |